# دنيس غريدي
دنيس غريدي (بالإنجليزية: Dennis Grady)‏ هو مدرب كرة سلة أمريكي، ولد في 7 ديسمبر 1886 في لافاييت في الولايات المتحدة، وتوفي في 10 يوليو 1974 في مقاطعة لوس أنجلوس في الولايات المتحدة.

## وصلات خارجية
- دنيس غريدي على موقع كلية كرة السلة في سبورتس رفرنس.كوم (الإنجليزية)